# Savissivik
Savissivik (Antiguamente Savigsivik, en inuktun Havighivik) es un asentamiento en los aledaños de Qaanaaq, en la municipalidad de Qaasuitsup, en el norte de Groenlandia. Su población en enero de 2005 ascendía a 78 habitantes. Se localiza en la orilla norte de la bahía de Melville, aproximadamente en 76°01′N 65°05′O / 76.017, -65.083. En groenlandés, el nombre Savissivik significa 'el lugar del meteorito de hierro' (savik = hierro), en clara alusión a los numerosos meteoritos, algunos de hasta 20 toneladas, que han sido encontrados en la zona.
Hasta 1979, contaba con instalaciones del Servicio danés de meteorología, del cual dependía gran parte de su economía. 